# Lewiatan (film 2014)

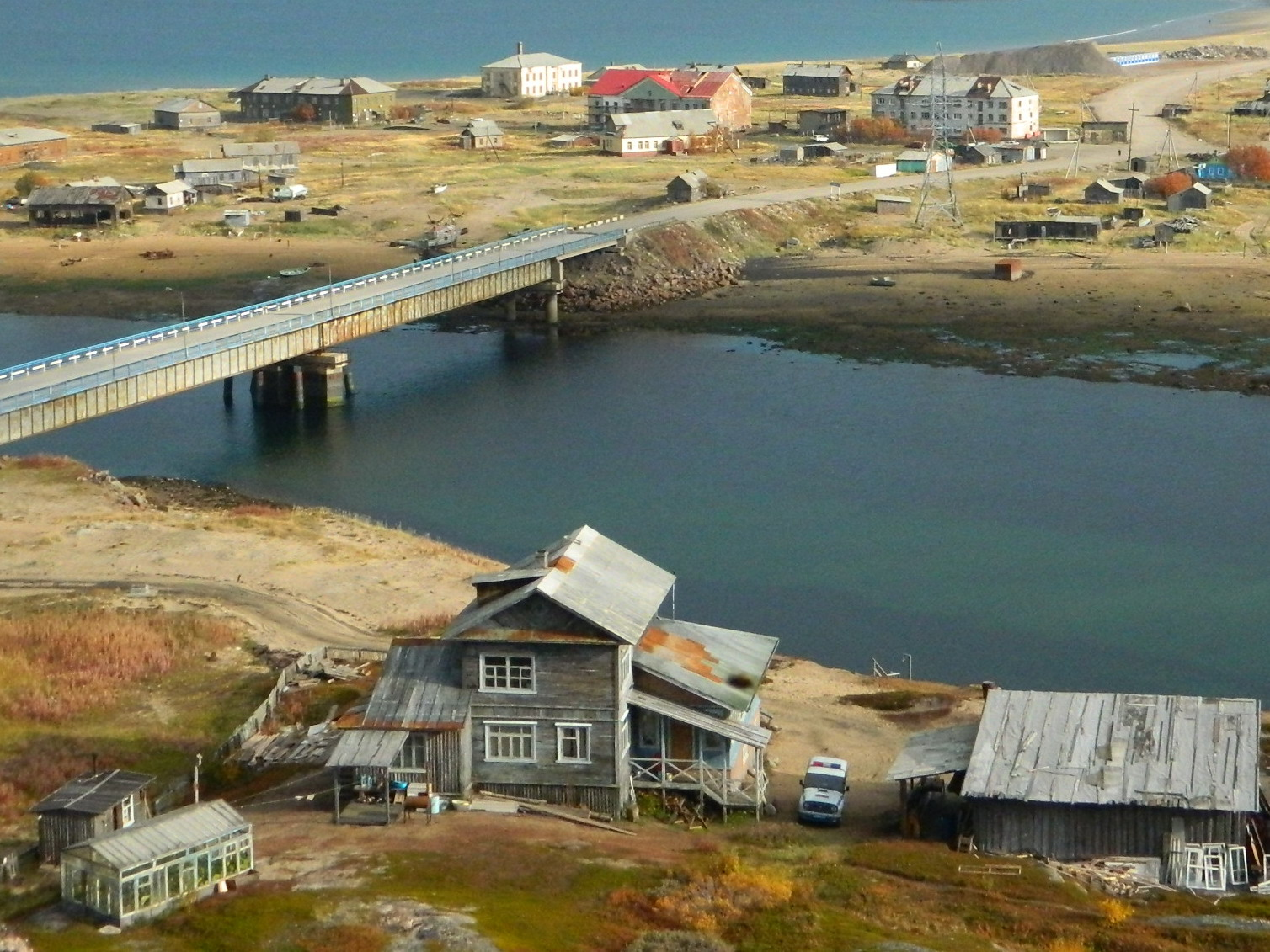
Dom Siergiejewa

Lewiatan (ros. Левиафан / Lewiafan) – rosyjski dramat filmowy z 2014 roku w reżyserii Andrieja Zwiagincewa.
Światowa premiera filmu odbyła się 23 maja 2014 roku podczas 67. MFF w Cannes, w ramach którego obraz brał udział w konkursie głównym. Polska premiera filmu miała miejsce 27 lipca 2014 w ramach MFF Nowe Horyzonty.
W 2015 film stał się oficjalnym rosyjskim kandydatem do rywalizacji o 87. rozdanie Oscara w kategorii filmu nieanglojęzycznego.

## Fabuła
Akcja rozgrywa się na dalekiej północy Rosji. Mer Szelewiat chce za bezcen wykupić atrakcyjny grunt należący do mechanika samochodowego Koli Siergiejewa. W efekcie dochodzi do konfliktu między nimi.

## Obsada
- Aleksiej Sieriebriakow jako Kola Siergiejew
- Jelena Ladowa jako Lila, żona Koli
- Roman Madianow jako mer Wadim Szelewiat
- Władimir Wdowiczenkow jako Dmitrij
- Siergiej Pochodajew jako Roma, syn Koli

i inni

## Produkcja
Zdjęcia kręcono w obwodzie murmańskim (Teriberka, Kirowsk, Monczegorsk).

## Nagrody i nominacje
67. Międzynarodowy Festiwal Filmowy w Cannes
- nagroda: najlepszy scenariusz − Andriej Zwiagincew i Oleg Niegin
- nominacja: Złota Palma − Andriej Zwiagincew

87. ceremonia wręczenia Oscarów
- nominacja: najlepszy film nieanglojęzyczny − Andriej Zwiagincew

68. ceremonia wręczenia nagród Brytyjskiej Akademii Filmowej
- nominacja: najlepszy film nieanglojęzyczny − Andriej Zwiagincew, Siergiej Mielkumow i Aleksandr Rodnianski

72. ceremonia wręczenia Złotych Globów
- nagroda: najlepszy film nieanglojęzyczny (Rosja)

27. ceremonia wręczenia Europejskich Nagród Filmowych
- nominacja: Najlepszy Europejski Film − Andriej Zwiagincew
- nominacja: Najlepszy Europejski Reżyser − Andriej Zwiagincew
- nominacja: Najlepszy Europejski Scenarzysta − Andriej Zwiagincew i Oleg Niegin
- nominacja: Najlepszy Europejski Aktor − Aleksiej Sieriebriakow

22. Międzynarodowy Festiwal Sztuki Autorów Zdjęć Filmowych Camerimage
- nagroda: Złota Żaba − Michaił Kriczman

30. ceremonia wręczenia Independent Spirit Awards
- nominacja: najlepszy film zagraniczny (Rosja)

19. ceremonia wręczenie Satelitów
- nominacja: najlepszy film zagraniczny (Rosja)

17. ceremonia wręczenia Orłów
- nagroda: najlepszy film europejski (Rosja) – Andriej Zwiagincew